# Абдаштарт II (цар Тіра)
Абдаштарт II (д/н — бл. 349 до н. е.) — цар міста-держави Тір у 387/374—349 роках до н. е. Низка дослідників ототожнюють його з Абдаштартом, царем Сідона. У давньогрецьких текстах відомий як Стратон.

## Життєпис
Відомості про нього обмежені. Згадується в праці Юстина, де вказується, що після повстання рабів та захоплення влади в тірі переможці обрали новим царем Абдаштарта. Втім більшість дослідників вважають, що тут виникла плутанина і ці події відносять до часів Абдаштарта I.
Напевне належав до царської династії. Ймовірніше трон посів під час боротьби проти Евагора I між 387 та 374 роками до н. е. При цьому Абдаштарт спирався на допомогу персів. Зберіглася печатка Абдаштарт II, де згадується про виплату Тіру данини містом Лібнат в перший рік правління царя на ім'я «Абдаштарт».
Деякі дослідники розглядають монети 365 року до н.е. з написами «С» і «цар Тіра» як такі, що карбував цей цар. Це в свою чергу може свідчити про вірність гіпотези стосовно тотожності з сідонським Абдаштартом. Той сприяв еллінізації, мав численні контакти з Афінами. Тому міг початку карбувати монети на аттичний штиб. Проте Абдаштарт Тірський міг слідувати загальнофінікійські тенденції встановлення контактів з Елладою.
Проте теорії тотожності протирічить факт кінця панування обидвох царів Сідона і Тіра. Абдаштарт Сідонський помер на початку або перед початком повстання проти перського царя Артаксеркса III у 352—349 роках до н. е., а Абдаштарт Тірський повалений внаслідок поразки повстання. На той час у Сідоні був інший цар — Табніт II. Трон Тіра перейшов до Евагора II.